# Sección la Montaña
Sección la Montaña är en ort i Mexiko.   Den ligger i kommunen San Felipe Jalapa de Díaz och delstaten Oaxaca, i den sydöstra delen av landet, 300 km sydost om huvudstaden Mexico City. Sección la Montaña ligger 103 meter över havet och antalet invånare är 240.
Terrängen runt Sección la Montaña är varierad, och sluttar österut. Runt Sección la Montaña är det ganska glesbefolkat, med 39 invånare per kvadratkilometer. Närmaste större samhälle är Isla Soyaltepec, 15,2 km norr om Sección la Montaña. Omgivningarna runt Sección la Montaña är en mosaik av jordbruksmark och naturlig växtlighet.